# 高斯達
高斯達（1932年7月26日—2010年7月25日），生於里斯本，葡萄牙海軍少將，第124任澳門總督。

## 生平
曾在印度、安哥拉、莫桑比克和幾內亞比紹任職，1974年4月25日參加葡國康乃馨革命，其後出任葡國內政部長，并曾代理过總理一职。

## 澳門總督
1981年7月1日，高斯達來澳就任第124任澳門總督。曾訪問北京、廣州及珠海訪問，就當時的澳門填海問題進行意見交流，亦多次出訪外地，推介澳門。
任內亦重視民生發展，關注澳電運作，為電力公司編訂規則、重罰偷電、追收欠款等。另外，在其任內，澳門政府與英國大東電報局合作，組成澳門電訊有限公司，結束了澳門官辦電話事業。
1982年，高斯達與FAG集團簽署合約，耗資638萬澳門幣，研究在澳門興建機場的可行性，被視為建設澳門國際機場的第一步。
1983年10月28日為當時的澳門國立圖書館（即現今澳門中央圖書館總館）揭幕。
1984年，高斯達頒佈了《澳門行政組織架構總綱》，全面系統地檢討公共行政體制，再度嘗試令澳門公共行政從法理上獨立於葡萄牙系統，理順行政關係，簡化行程序，加強行政組織的靈活性和公務員對公共行政的參與感，提高行政運作的效率和效益。高斯達因為與立法會就修改法令條文出現較大的意見分歧，獲當時的葡國總統同意後，解散立法會，成為澳門歷史上唯一一次由總督解散立法會的重大政治事件。另外，同年將選舉權開放予沒有葡萄牙國籍的華裔居民。
1986年5月，高斯達離任返回葡國，由馬俊賢繼任總督。